# پاتریک رامبو
پاتریک رامبو (به فرانسوی: Patrick Rambaud) رمان‌نویس قرن بیستم میلادی اهل فرانسه است.